# 極地重生
《極地重生》是一部由哈迪·馬丁斯（Hardy Martins）导演的剧情片。本片以德国战俘基文斯被送往蘇聯勞改營为背景，講述了他因无法忍受折磨而展開長達14,000公里的逃亡歷程，在经历种种磨难与艰险后，最终回到德国与家人团聚的故事。此影片是由真人真事改編而成的。

## 剧情介绍
1949年，德國戰俘基文斯因為參與遊擊隊而被蘇联军方判决25年的劳动改造。他被送到西伯利亞東部的勞改營，并在那里過了5年非人的生活。在經历第一次逃亡失敗後，基文斯在醫生休陶法的幫助下，帶備少量糧食、日用品及武器，偷偷开始了他的逃亡之旅。
基文斯在一個晚上遇到兩名淘金者，但基文斯拒絕他們的好意。一場暴風雪後，基文斯終於接受了兩名淘金者的幫助，繼續他的旅程。過了不久，其中一人因為偷金子被發現而被另一人槍殺，剩下的兩人便繼續他們的旅程。淘金者抵受不到惡劣天氣，感到疲累，基文斯便希望幫他拿背包，但他以為基文斯意圖偷他的金，便推基文斯落山。基文斯在山下遇到獵狼，快要成為獵狼的食物之際，他聽到槍聲，便昏倒了。基文斯得到西伯利亞當地一條村莊的人民幫助，在該地安頓一會，不久他又被迫展開其旅程，期間會有一頭狗Argish陪同他繼續旅程。
基文斯又得到了一群人的幫助，乘火車到赤塔。到達赤塔火車站後，遇到蘇聯士兵，可是Argish對該軍官不懷好意，撲上去咬那名軍官，使得基文斯有機會逃走，而Argish則被槍殺。基文斯又在當地人的幫助下，整理梳洗、取得了假護照，繼續乘車展開他的旅程。最终在蘇伊邊卡哨点，基文斯成功出境，卻又遇到了那名蘇聯軍官，不過对方並沒有展開行動，反而讓他通過。后来基文斯則因為間諜罪被关进德黑蘭的監獄，他將被判处死刑。
在基文斯講述了他的經歷後，監獄的人便找來他的舅舅去驗證他是否清白。最後基文斯成功返回德國，與家人一同團聚，歷時三年的旅程圆满完結。

## 荣誉
获奖：
- 2001年德國Biberach
  - 觀眾獎
  - 陪審團獎
- 2002年休士頓世界影展
  - 最佳攝影獎
  - 最佳動作指導獎
- 2002年法國最佳劇情片獎
- 2002年美國新港灘國際影展傑出成就獎
- 2003年日本影展特殊陪審團獎
- 米蘭電影節
  - 最佳男主角